# Cathédrale Santa Maria Assunta de Chioggia
Pour les articles homonymes, voir Cathédrale Santa Maria Assunta.
La cathédrale Santa Maria Assunta est la principale église du diocèse italien de Chioggia en Vénétie.

## Histoire
La première cathédrale a été construite au XIIe siècle, lorsque l'évêché a été transféré de Malamocco à Chioggia. Ce premier bâtiment fut détruit par le feu la veille de Noël 1623. L'année suivante, on commença à travailler sur la nouvelle cathédrale, conçue par Baldassare Longhena, qui a réussi à intégrer des éléments de construction de l'édifice précédent, mais en inversant le sens de son intérieur.

## Description

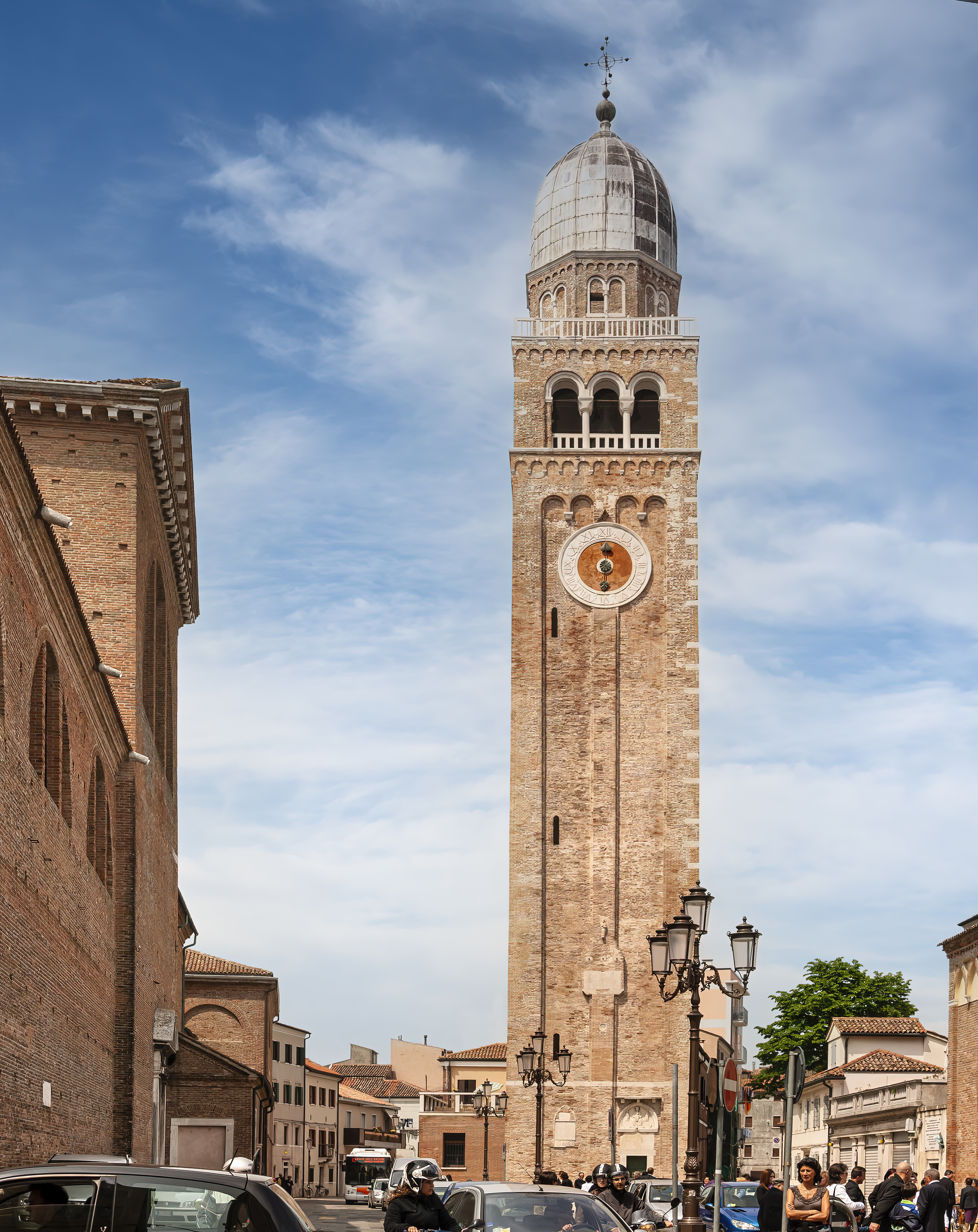
Le clocher

La façade avant comprend les statues des saints patrons de la ville, Félix et Fortunat. À côté de l'église, un campanile roman, où, au-dessus de l'entrée se trouve un bas-relief du XIVe siècle représentant la Vierge Marie.
L'intérieur de la cathédrale possède trois nefs séparées par des colonnes et éclairées par six ouvertures. Il s'y trouve aussi six autels latéraux, trois dans chaque nef, décorés de retables de plusieurs auteurs, dont Palma le Jeune et Francesco Rosa.
À côté du presbytère, sur le côté gauche, se trouve la chapelle dédiée aux saints patrons de la ville avec une urne contenant les reliques des deux martyrs. Sur la droite se trouve la chapelle du Saint-Sacrement. L'autel est l'œuvre d'Alessandro Tremignon. On y distingue en alternance avec des figures de chérubins, des vitraux illustrant des scènes de la vie de la Vierge et des saints patrons Félix et Fortunat.

## Source
- (it) Cet article est partiellement ou en totalité issu de l’article de Wikipédia en italien intitulé « Cattedrale di Santa Maria Assunta (Chioggia) » (voir la liste des auteurs).